# لیچینیا لنتینی
لیچینیا لنتینی (ایتالیایی: Licinia Lentini؛ زادهٔ ۴ مارس ۱۹۵۹) بازیگر اهل ایتالیا است.
از فیلم‌هایی که وی در آن‌ها نقش داشته‌است، می‌توان به انجیرتیغی، بیست‌ساله بودن، زندگی با کودکان، نبرد ربات‌ها، مربی در ساحل و اسم من تانینو است اشاره نمود.